# Фишер, Фриц (биатлонист)
Фридрих «Фриц» Фи́шер (нем. Friedrich "Fritz" Fischer; род. 22 сентября 1956, Кельхайм, Бавария) — немецкий биатлонист, олимпийский чемпион, двукратный чемпион мира, обладатель Кубка мира в сезоне 1987/1988. Выступал за национальную команду ФРГ. До 2007 года был одним из тренеров сборной Германии по биатлону.